# Molho de peixe

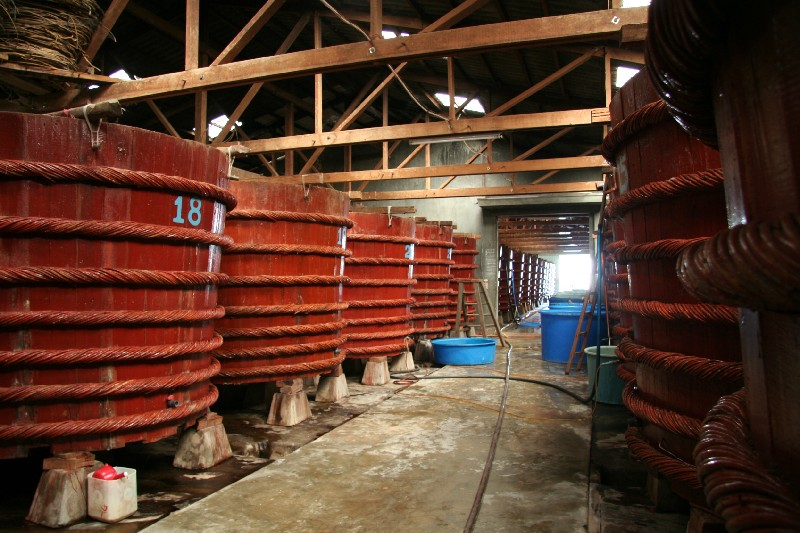
Uma fábrica de molho de peixe em Phú Quốc, Kiên Giang, Vietnã

O molho de peixe é um condimento derivado do peixe fermentado.
O termo se emprega para descrever vários produtos empregados nas gastronomias asiáticas. O molho de peixe é muito popular na gastronomia oriental, na culinária da China do sul se emprega como um ingrediente para a elaboração de sopas. Na Europa, durante o Império Romano chegou-se a se consumir o garum que era um molho muito similar.

## Tipos de molhos de peixe

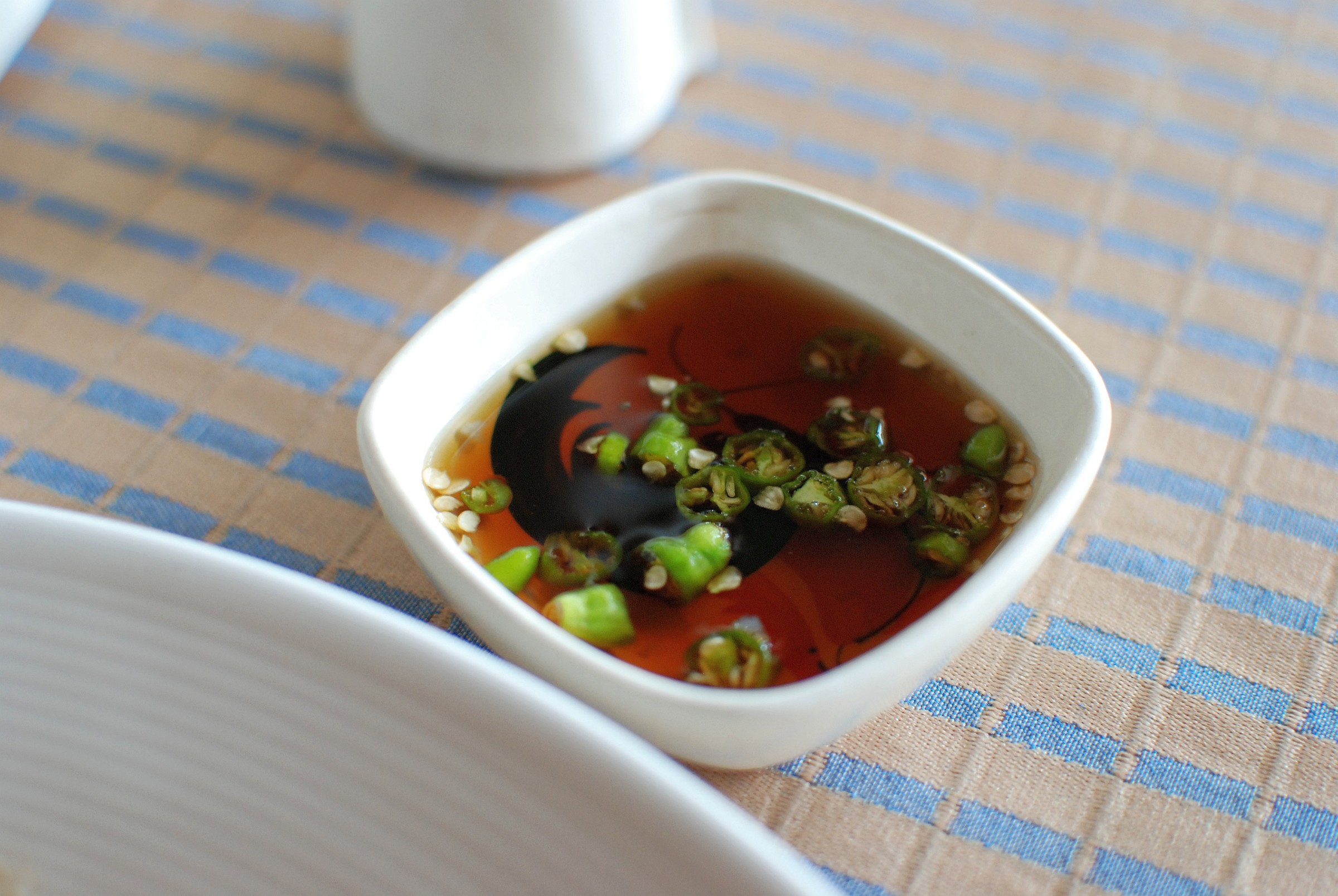
"Nam plá prik" um molho padrão em quase todas as refeições tailandesas, onde é usado da mesma maneira que o sal.

Alguns molhos de peixe se fazem de peixe fresco, outras de peixe seco. Podendo ser de diversas espécies e partes do peixe e até mesmo com restos de peixes, as vezes se incluem moluscos. Podem conter apenas sal e peixe, outros contém uma variedade de ervas e especiarias. Existem molhos que são elaborados a partir de baixa fermentação para que se preserve o sabor do peixe, e outros com alta fermentação trazendo aromas mais fortes.
Um dos molhos de peixe mais conhecidos é o "nam plá", da culinária da Tailândia, feito à base de anchova. 